# إيمانويل مسقط
ايمانويل مسقط (بالإنجليزية: Emmanuel Muscat)‏ (7 ديسمبر 1984 ملبورن أستراليا - ) هو لاعب كرة قدم أسترالي يلعب كمدافع.

## روابط خارجية
- إيمانويل مسقط على موقع الاتحاد الدولي (مؤرشف)  (الإنجليزية)
- إيمانويل مسقط على موقع قاعدة بيانات كرة القدم.إي يو (الإنجليزية)
- إيمانويل مسقط على موقع ناشيونال فوتبول تيمز (الإنجليزية)
- إيمانويل مسقط على موقع Soccerway.com (الإنجليزية)
- إيمانويل مسقط على موقع عالم كرة القدم.نت (الإنجليزية)